# Tabanus morsitans
Tabanus morsitans är en tvåvingeart som beskrevs av Ricardo 1908. Tabanus morsitans ingår i släktet Tabanus och familjen bromsar. Inga underarter finns listade i Catalogue of Life.